# Юбилейная медаль «Тридцать лет Победы в Великой Отечественной войне 1941—1945 гг.»
Юбилейная медаль «Тридцать лет Победы в Великой Отечественной войне 1941—1945 гг.» учреждена Указом Президиума Верховного Совета СССР от 25 апреля 1975 года в ознаменование 30-летия Победы над фашистской Германией в Великой Отечественной войне 1941—1945 гг. Авторами рисунка медали были художники В. А. Ермаков и В. П. Зайцев (оба — аверс), а также А. Г. Мирошниченко (реверс).

## Положение о медали

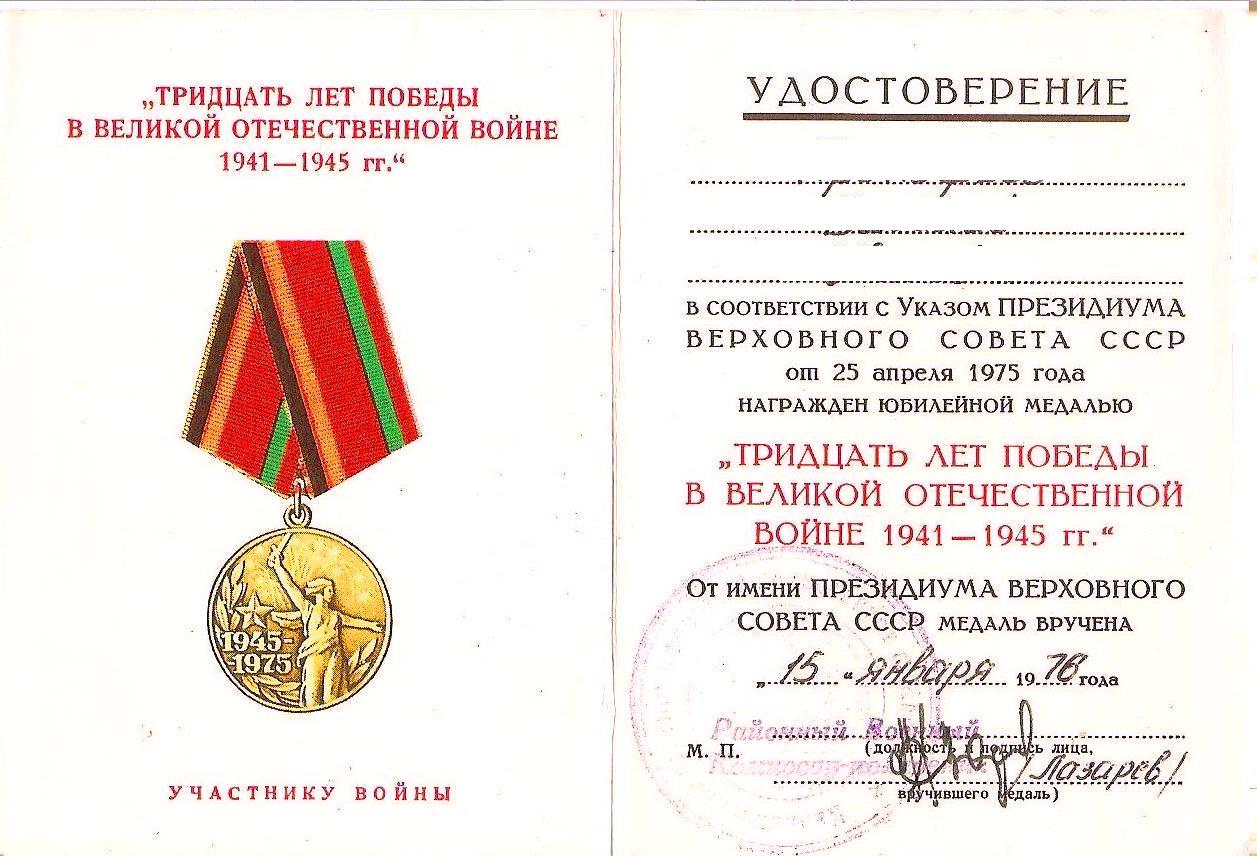
Удостоверение к медали «Тридцать лет Победы в Великой Отечественной войне 1941—1945 гг.»

Юбилейной медалью «Тридцать лет Победы в Великой Отечественной войне 1941—1945 гг.» награждаются:
- все военнослужащие и лица вольнонаёмного состава, принимавшие в рядах Вооружённых Сил Союза ССР участие в боевых действиях на фронтах Великой Отечественной войны, партизаны Великой Отечественной войны, участники подполья, а также другие лица, награждённые медалями «За Победу над Германией в Великой Отечественной войне 1941—1945 гг.», «За Победу над Японией».
- труженики тыла, награждённые медалью «За доблестный труд в Великой Отечественной войне 1941—1945 гг.».

Лицам, упомянутым в первом пункте, вручается медаль с надписью на оборотной стороне «УЧАСТНИКУ ВОЙНЫ», а лицам, упомянутым во втором пункте — с надписью «УЧАСТНИКУ ТРУДОВОГО ФРОНТА».
Награждение юбилейной медалью «Тридцать лет Победы в Великой Отечественной войне 1941—1945 гг.» распространено на тружеников тыла, удостоенных в годы войны орденов или медалей СССР за трудовые заслуги либо награждённых медалями:
- «За оборону Ленинграда»
- «За оборону Москвы»
- «За оборону Одессы»
- «За оборону Севастополя»
- «За оборону Сталинграда»
- «За оборону Кавказа»
- «За оборону Киева»
- «За оборону Советского Заполярья».

Юбилейная медаль «Тридцать лет Победы в Великой Отечественной войне 1941—1945 гг.» носится на левой стороне груди и располагается после медали «Двадцать лет Победы в Великой Отечественной войне 1941—1945 гг.».
По состоянию на 1 января 1995 года юбилейной медалью «Тридцать лет Победы в Великой Отечественной войне 1941—1945 гг.» награждено приблизительно 14 259 560 человек.

## Описание медали

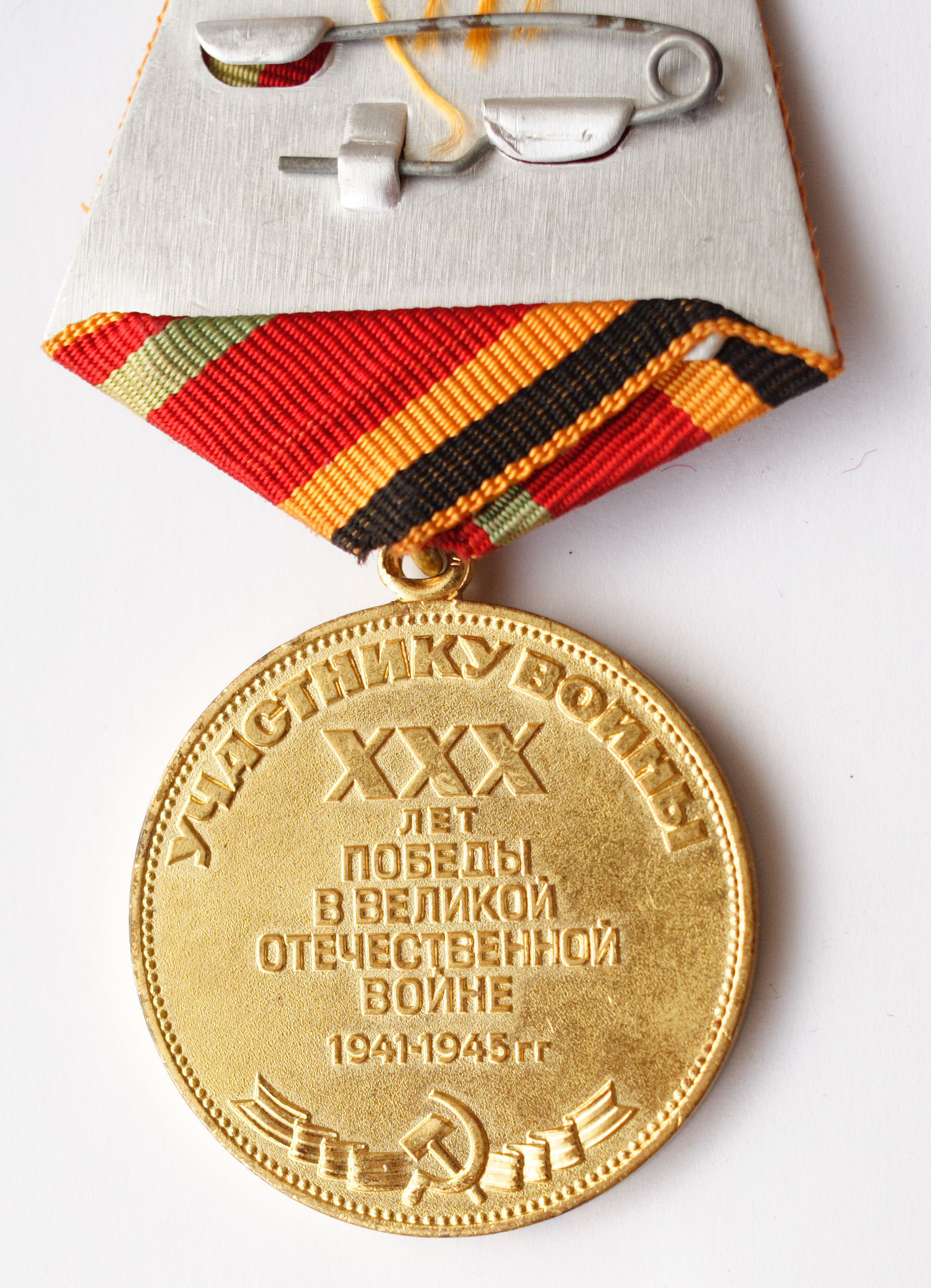
Реверс медали

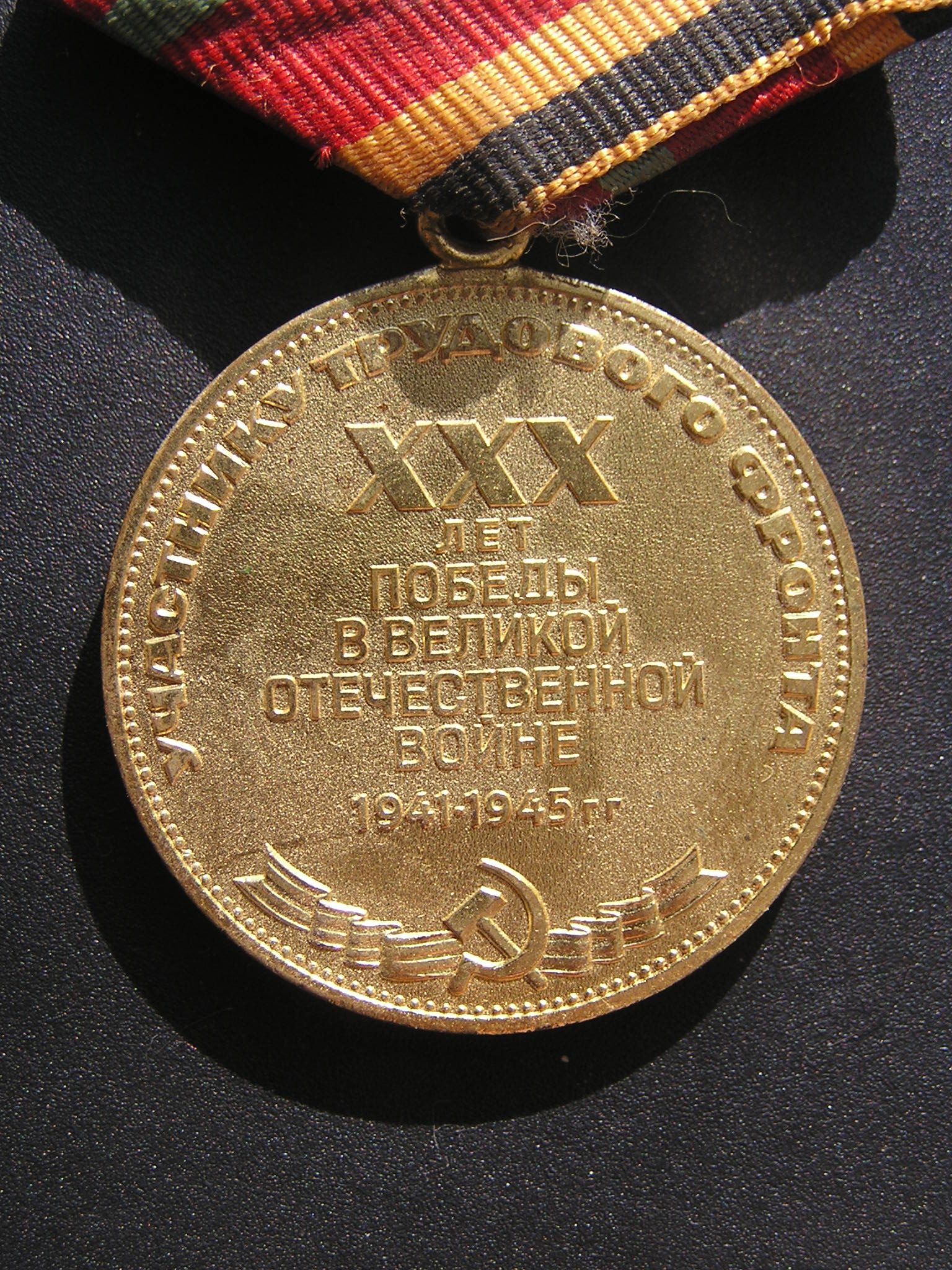
реверс медали с надписью "Участнику трудового фронта"

Медаль «Тридцать лет Победы в Великой Отечественной войне 1941—1945 гг.» круглая, размером 36 мм в диаметре, изготовляется из латуни.
На лицевой стороне медали на фоне праздничных огней салюта в честь Победы советского народа в Великой Отечественной войне расположено рельефное изображение скульптуры Вучетича Е. В. «Родина-Мать» из памятника-ансамбля героям Сталинградской битвы. Слева от скульптуры на лавровой ветви, опускающейся вниз, изображены пятиконечная звезда и дата «1945-1975».
На оборотной стороне медали размещены: в верхней части по окружности надпись «УЧАСТНИКУ ВОЙНЫ» или «УЧАСТНИКУ ТРУДОВОГО ФРОНТА», в середине — надпись «ХХХ лет Победы в Великой Отечественной войне 1941—1945 гг.», в нижней части — рельефное изображение серпа и молота на ленте.
На медалях, отчеканенных для награждения иностранных граждан, надписи на реверсе медали — «УЧАСТНИКУ ВОЙНЫ» или «УЧАСТНИКУ ТРУДОВОГО ФРОНТА» отсутствуют.
Края медали окаймлены бортиком. Изображения и надписи на медали выпуклые.
Медаль при помощи ушка и кольца соединяется с пятиугольной колодкой, обтянутой шёлковой муаровой лентой шириной 24 мм с продольными чередующимися полосками чёрного и оранжевого цветов шириной по 3 мм каждая, красной — шириной 10 мм, зелёной и красной — по 3 мм каждая. Края ленты окантованы узкими оранжевыми полосками.